# Colostygia fuscolimbata
Colostygia fuscolimbata är en fjärilsart som beskrevs av Johan Martin Jacob af Tengström 1875. Colostygia fuscolimbata ingår i släktet Colostygia och familjen mätare. Inga underarter finns listade i Catalogue of Life.